# 한국출판문화산업진흥원
한국출판문화산업진흥원(韓國出版文化産業振興院, Publication Industry Promotion Agency)은 전자책 출판 등에 의한 디지털 환경의 변화와 출판 시장 환경의 글로벌화에 대응하여 출판문화 산업을 종합적이고 체계적으로 진흥하기 위해 설립된 재단법인이다. 기존의 한국간행물윤리위원회는 폐지되고 진흥원 산하에 간행물윤리위원회를 둔다. 57명 정원의 진흥원은 서울특별시 강서구 금낭화로 154 국립국어원 4층에 위치하고 있었지만, 혁신도시 이전 공공기관으로 지정되어 2015년에 전북특별자치도 전주시 덕진구 중동로 63으로 이전하였다.

## 설립 근거
- 출판문화산업 진흥법[5]

## 주요 업무
- 출판문화산업 진흥을 위한 정책 및 제도의 연구·조사·기획
- 출판문화산업의 실태조사 및 통계 작성
- 출판문화산업 관련 교육 및 전문 인력 양성 지원
- 출판문화산업 발전을 위한 제작 활성화 및 유통 선진화 지원
- 양서 권장 및 독서 진흥 등 출판수요 진작을 위한 사업
- 전자출판의 육성·지원
- 출판문화산업 활성화를 위한 지원시설의 설치 등 기반 조성
- 출판문화산업의 국외진출 지원
- 간행물의 유해성 여부 심의(제18조에 따른 위원회 기능을 말한다)
- 그 밖에 진흥원의 목적 수행을 위하여 필요한 사업

## 연혁
- 2012년 7월 27일 한국출판문화산업진흥원 개원

## 조직

### 한국출판문화산업진흥원장
- 이사회

#### 사무처장
- 간행물윤리위원회
- 간행물윤리위원회 사무국

##### 전략기획실
- 기획협력팀
- 정책개발팀
- 운영지원팀

##### 출판산업진흥본부
- 콘텐츠진흥팀
- 전자출판팀
- 글로벌사업팀

##### 출판기반조성본부
- 인재양성팀
- 출판유통팀
- 대구출판산업지원센터

##### 독서진흥본부
- 독서진흥팀
- 독서문화팀

## 소속기관
- 간행물윤리위원회

## 같이 보기
- 파주출판문화정보산업단지
- 한국출판문화진흥재단